# Lepidodexia aragua
Lepidodexia aragua är en tvåvingeart som först beskrevs av Carroll William Dodge 1966.  Lepidodexia aragua ingår i släktet Lepidodexia och familjen köttflugor.
Artens utbredningsområde är Venezuela. Inga underarter finns listade i Catalogue of Life.